# Corinna Everson
Corinna « Cory » Everson (née Kneuer) (née le 4 janvier 1958) est une ancienne compétitrice de culturisme et actrice américaine, ayant remporté le concours de Ms. Olympia six années de suite, de 1984 à 1989.

## Éducation
Corinna Kneuer est née à Racine dans le Wisconsin. Elle a fréquenté le lycée de Deerfield dans l'Illinois, puis l'Université du Wisconsin à Madison, où elle était une sportive de premier plan dans plusieurs disciplines (gymnastique, athlétisme et badminton).

## Début de carrière
C'est à l'université qu'elle a rencontré Jeff Everson, compétiteur en culturisme qui y travaillait comme entraîneur de force. Ils se sont mariés en 1982, puis ont fondé une entreprise de vente par correspondance de vêtements de sport appelée Sampson and Delilah,.

## Carrière en culturisme
Corinna Everson a commencé à s'entraîner sérieusement en culturisme après avoir obtenu son diplôme et a fait des progrès rapides. Les premières années, elle et Jeff se sont entraînés au Ernie's Gym sur Sherman Avenue à Madison.
Elle a remporté la victoire dès sa première participation au concours Ms. Olympia de l'IFBB, le plus prestigieux de la discipline, et est restée invaincue (conservant le titre de 1984 à 1989 avant de se retirer), ce qui est une performance unique.

### Palmarès
- 1980 Ms. Mid America - 1re (grandes tailles et général)
- 1980 American Couples - 3e (avec Jeff Everson)
- 1981 Ms. Midwest Open - 1re (grandes tailles et général)
- 1981 Ms. Central USA - 1re (poids lourds et général)
- 1981 Couples America - 1re (avec Jeff Everson)
- 1981 American Championships - 11e (poids moyens)
- 1982 Ms. East Coast - 1re (poids moyens)
- 1982 Bodybuilding Expo III - 2e (poids moyens)
- 1982 Bodybuilding Expo Couples - 2e (avec Jeff Everson)
- 1982 AFWB American Championships - 5e (poids lourds)
- 1982 IFBB North American - 1re (poids moyen et général)
- 1982 IFBB North American Mixed Pairs - 1re
- 1983 Bodybuilding Expo IV - 1re (poids moyens et général)
- 1983 Bodybuilding Expo Mixed Pairs - 1re
- 1983 U.S. Bodybuilding Championships Couples - 1re (avec Jeff Everson)
- 1983 AFWB American Championships - 8e (poids lourds)
- 1983 NPC Nationals - 2e (poids lourds)
- 1984 American Women's Championships - 1re (poids lourds et général)
- 1984 NPC Nationals - 1re (poids lourds et général)[5]
- 1984 IFBB Mme Olympia - 1re[1]
- 1985 IFBB Mme Olympia - 1re
- 1986 IFBB Mme Olympia - 1re
- 1987 IFBB Mme Olympia - 1re
- 1988 IFBB Mme Olympia - 1re
- 1989 IFBB Mme Olympia - 1re

### Récompenses et honneurs
En janvier 1999, Cory Everson a été intronisée au IFBB Hall of Fame, dans le cadre du groupe inaugural. Elle a été intronisée au Muscle Beach Venice Body Building Hall of Fame le 5 septembre 2005.
Au concours Arnold Classic 2007, elle est devenue la première femme à recevoir le Lifetime Achievement Award. En 2008, Everson a été intronisé au National Fitness Hall of Fame.

## Carrière cinématographique et télévisuelle
Après son retrait de la compétition, Corinna Everson est devenue actrice. Sa première apparition notable au cinéma fut dans Double Impact (1991) aux côtés de Jean-Claude Van Damme. Elle y joue Kara, une tueuse travaillant pour le principal antagoniste ; ses tentatives de séduction lesbienne sont repoussées par Danielle, compagne d'Alex, ce qui la mène à sa perte. Elle joue un rôle mineur dans Natural Born Killers (1994). Puis dans Ballistic (1995 – connu dans certains pays sous le nom de Fist of Justice), elle reprend le rôle de femme musclée maléfique.
Elle a également joué plusieurs rôles à la télévision, notamment Atalanta dans Hercules: The Legendary Journeys. Elle est aussi apparue dans deux épisodes de The Adventures of Brisco County, Jr., avec sa sœur, Cameo Kneuer. En 1991, Everson est apparu dans le jeu télévisé To Tell The Truth.
Cory Everson était la première animatrice et la productrice de l'émission de fitness BodyShaping sur ESPN Elle a ensuite animé pendant sept ans sa propre émission d'entraînement sur ESPN, Cory Everson's Gotta Sweat.

### Filmographie
| Année | Titre                 | Rôle        | Informations complémentaires |
| 1986  | Le Lendemain du crime | Ms. Olympia |                              |
| 1991  | Double impact         | Kara        |                              |
| 1994  | Tueurs nés            | TV Mallory  |                              |
| 1995  | Ballistic             | Claudia     |                              |
| 1996  | Felony                | Sondra      |                              |

### Travail télévisuel
| Année | Titre                                        | Rôle             | Informations complémentaires               |
| ----- | -------------------------------------------- | ---------------- | ------------------------------------------ |
| 1993  | The adventures of Brisco County, Jr.         | Katrina Schwenke | Épisodes : No man's land et Steel horses   |
| 1994  | Renegade (Le Rebelle)                        | Aurora           | Épisode : Muscle Beach                     |
| 1994  | Lois & Clark: The new adventures of Superman | Amazon woman #1  | Épisode : Wall of sound                    |
| 1995  | Hercules: the legendary journeys             | Atalanta         | Épisode : Ares                             |
| 1996  | Hercules: the legendary journeys             | Atalanta         | Épisode : Let the games begin              |
| 1996  | Goode Behavior                               |                  | Épisode : Goode Sport                      |
| 1996  | Tarzan: The Epic Adventures                  | Mara             | Épisode : Tarzan's return (parties 1 et 2) |
| 1996  | Strange luck (Drôle de chance)               | Réceptionniste   | Épisode : Wrong number                     |
| 1997  | Home improvement (Papa bricole)              | elle-même        | Épisode : Pump you up                      |
| 1998  | Hercules: the legendary journeys             | Atalanta         | Épisode : If I had a hammer                |
| 2005  | Charmed                                      | Hulk Paige       | Épisode : Hulkus Pocus                     |

## Famille
Cory et Jeff Everson ont divorcé en 1996 ; cependant, Cory a gardé « Everson » comme nom de scène. En 1998 elle a épousé le Dr Steve Donia, un dentiste cosmétique ; ils ont deux enfants qu'ils ont adoptés de Russie. Cory Everson est depuis active auprès de l'agence Nightlight Christian Adoptions, qui fait venir des orphelins de Russie et de Biélorussie aux États-Unis.
La sœur de Cory Everson, Cameo Kneuer, est une double championne du concours Ms. National Fitness et un pilier de l'émission de jeux télévisés Knights and Warriors.

## Livres publiés
- Musculation pour la beauté Volume 3 – Numéro 1 / Runner's World Magazine Company (1986)
- Superflex: Ms. Olympia's guide to building a strong and sexy body / Contemporary Books (1987, co-écrit avec Jeff Everson)  (ISBN 0-8092-4865-4)
- Back in shape / Houghton Mifflin Company (1991, co-écrit avec Stephen Hochschuler) (ISBN 0-395-56272-4)
- Cory Everson's workout / Perigee Trade (1991, co-écrit avec Jeff Everson)  (ISBN 0-399-51684-0)
- Cory Everson's fat-free & fit / Perigee Trade (1994, co-écrit avec Carole Jacobs)  (ISBN 0-399-51858-4)
- Cory Everson's lifebalance / Perigee Trade (1998)  (ISBN 0-399-52444-4)